# Olivai béke
Az olivai békeszerződés 1660. május 3-án I. Lipót német-római császár, Frigyes Vilmos brandenburgi választófejedelem, XI. Károly svéd király és II. János Kázmér lengyel király között jött létre a Gdańsk melletti Olivában (lengyelül: Oliwa).
A szerződésben II. János Kázmér lemondott a svéd trón igényéről, továbbá elismerte Riga és Livónia svéd fennhatóságát és a Hohenzollern-ház fennhatóságát Poroszországban.
A francia közvetítéssel létrejött szerződés lezárta az 1655–1660 között zajlott svéd–lengyel háborút.

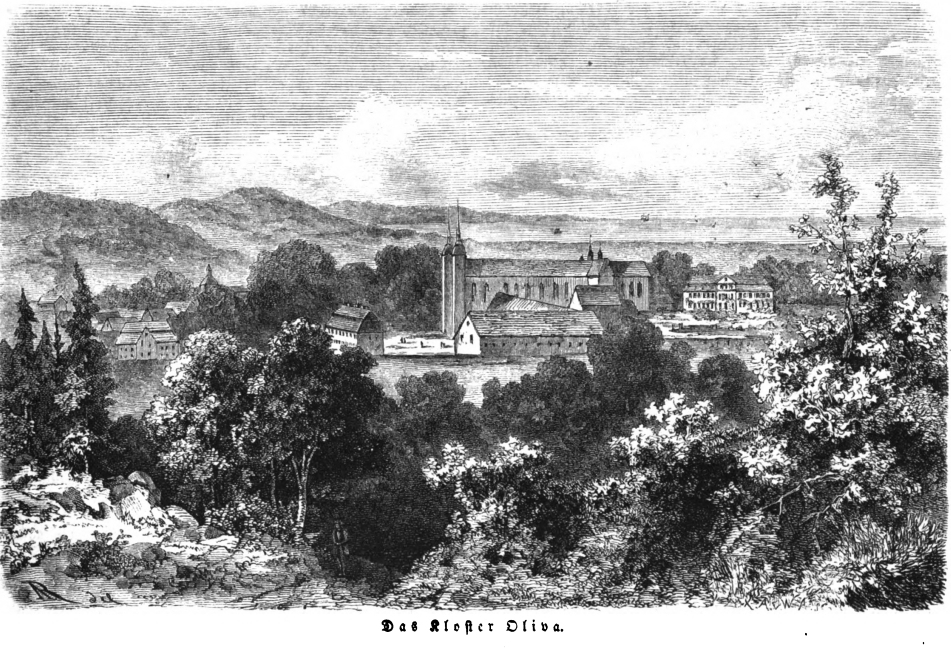
Az olivai (oliwai) kolostor 19. századi képe